# Dél-Alföld
A Dél-Alföld (németül: Südliche Große Tiefebene) a nyolc magyarországi statisztikai régió egyike az ország délkeleti részében. Régióként Bács-Kiskun, Békés és Csongrád-Csanád vármegyéket foglalja magába. A régió központja Szeged.

## Közigazgatás
A dél-alföldi régió járásai:
Bács-Kiskun vármegye
- Bácsalmási járás
- Bajai járás
- Jánoshalmai járás
- Kalocsai járás
- Kecskeméti járás
- Kiskőrösi járás
- Kiskunfélegyházi járás
- Kiskunhalasi járás
- Kiskunmajsai járás
- Kunszentmiklósi járás
- Tiszakécskei járás

Békés vármegye
- Békéscsabai járás
- Békési járás
- Gyulai járás
- Mezőkovácsházai járás
- Orosházi járás
- Sarkadi járás
- Szarvasi járás
- Szeghalmi járás

Csongrád-Csanád vármegye
- Csongrádi járás
- Hódmezővásárhelyi járás
- Kisteleki járás
- Makói járás
- Mórahalmi járás
- Szegedi járás
- Szentesi járás

## Legnépesebb települések
| Város            | Lélekszám (2024)               |
| ---------------- | ------------------------------ |
| Szeged           | 157 930 fő (2024. jan. 1.) +/- |
| Kecskemét        | 109 450 fő (2024. jan. 1.) +/- |
| Békéscsaba       | 54 460 fő (2024. jan. 1.) +/-  |
| Hódmezővásárhely | 41 781 fő (2024. jan. 1.) +/-  |
| Baja             | 32 759 fő (2024. jan. 1.) +/-  |
| Gyula            | 27 834 fő (2024. jan. 1.) +/-  |
| Kiskunfélegyháza | 28 562 fő (2024. jan. 1.) +/-  |
| Orosháza         | 25 206 fő (2024. jan. 1.) +/-  |
| Szentes          | 24 905 fő (2024. jan. 1.) +/-  |
| Kiskunhalas      | 26 009 fő (2024. jan. 1.) +/-  |
| Makó             | 21 759 fő (2024. jan. 1.) +/-  |
| Békés            | 17 526 fő (2024. jan. 1.) +/-  |

## Demográfia
- Lakosság: 1 213 595 (2022)
- 0-14 éves korig terjedő lakosság: 15%
- 15-64 éves korig terjedő lakosság: 68%
- 65-X éves korig terjedő lakosság: 17%
- A KSH adatai alapján.

## Turizmus

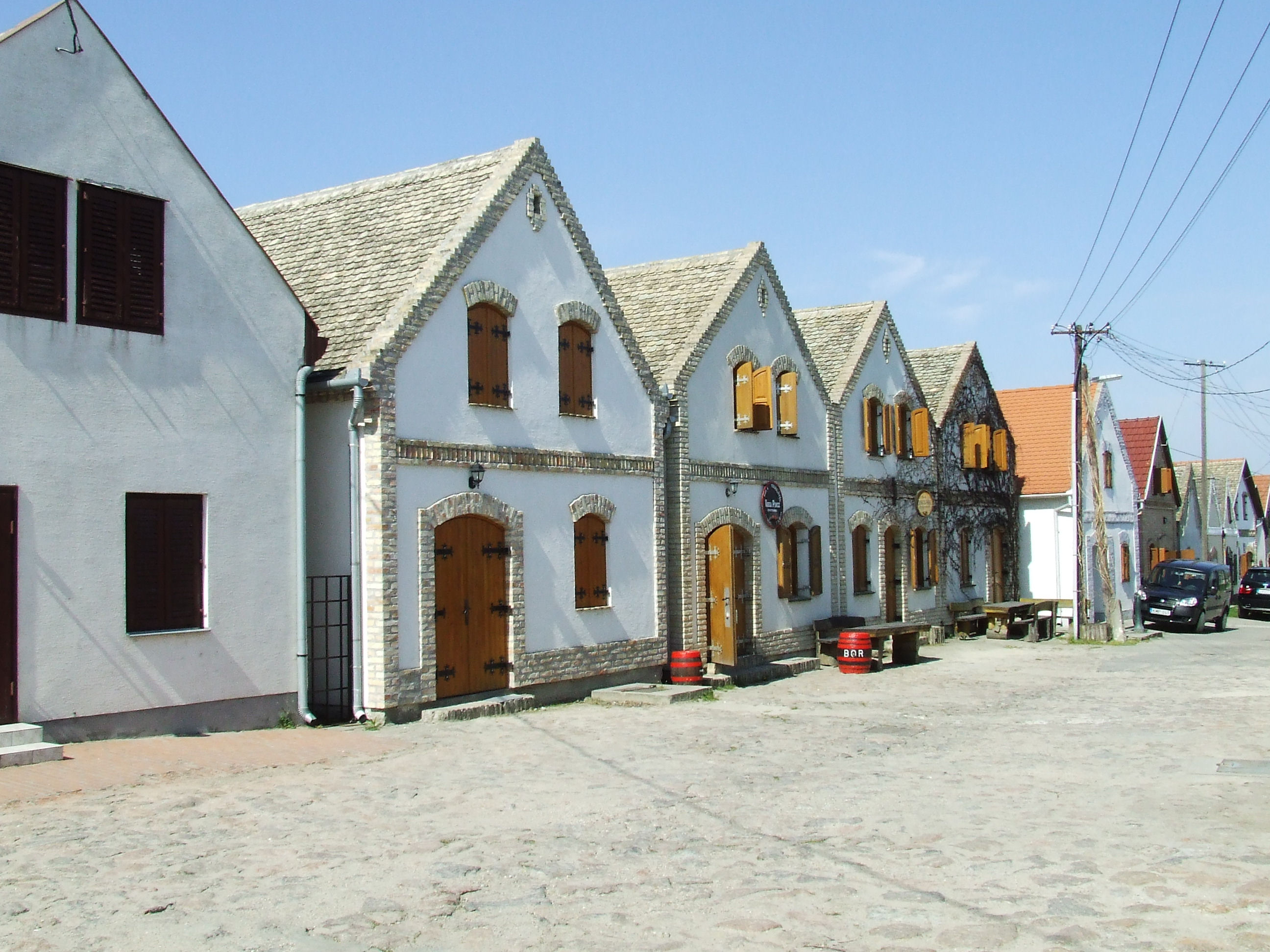
Hajós: Európa legnagyobb összefüggő pincefaluja

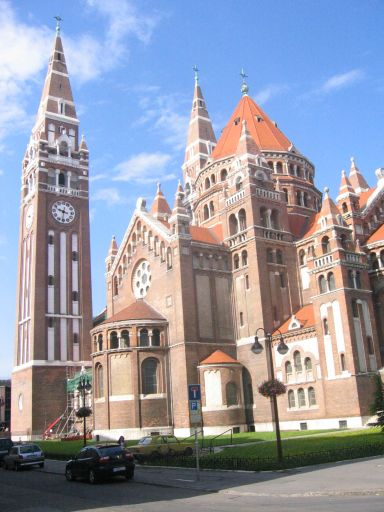
A szegedi dóm

A dél-alföldi régió területe megegyezik a Dél-Alföld turisztikai régióval. A régió turisztikai vonzerejét elsősorban a végtelen alföldi táj, a háborítatlan természet és a városok műemlékei jelentik. Az utóbbi időben a turisták a tanyákra is felfigyeltek, ahol a legendás pusztai romantikát és a természet közelségét élvezhetik.

### Bács-Kiskun vármegye
A vármegyében Kecskemét, Kalocsa és Baja hangulatos történelmi belvárosai mellett különösen népszerűek a vízparti nyaralóhelyek: a Tisza Tiszakécskénél és a Duna Tasstól az országhatárig. Kedvelt kirándulóhely Bugac, valamint Hajós az 1200 pincéből álló híres pincesorral. A május végén tartott Orbán-napi Borünnep sok vendéget vonz ide. A megye nevezetességei a kalocsai fűszerpaprika, a kalocsai hímzés, a kiskunhalasi csipke és a kecskeméti fütyülős barackpálinka.
Lásd még: Bács-Kiskun vármegye turisztikai látnivalóinak listája

### Békés vármegye
Békés vármegye fő látnivalói közé tartozik a gyulai vár, a szarvasi arborétum és a mezőhegyesi ménes. A természetszeretők számára különleges élményt kínál a dévaványai túzokrezervátum és a kardoskúti hagyományos állattartó telep. Békés megye nevezetességei közé tartozik a csabai kolbász, a gyulai szalámi és a békési szilvapálinka. A tudomány szerelmesei felkereshetik a nagyszénási Kiss György Csillagdát. Békés vérmegye fürdőkben is gazdag: Gyopárosfürdő, Gyulai Várfürdő vagy a Nagyszénási Parkfürdő, hogy csak párat említsünk.
Lásd még: Békés vármegye turisztikai látnivalóinak listája

### Csongrád-Csanád vármegye
Csongrád-Csanád vármegye fő turisztikai vonzerejét városai, múzeumai és néprajzi emlékei adják. Szeged kiemelkedő látnivalója a Dóm tér és épületei, ezenkívül figyelmet érdemel az ópusztaszeri Nemzeti Történeti Emlékpark, Makó épített öröksége, Szentesen a történelmi belváros, Hódmezővásárhelyen pedig a város műemlékein kívül a közelben található Mártélyi Tájvédelmi Körzet. A megye múzeumai és kiállítóhelyei között megemlítendő a szegedi Móra Ferenc Múzeum, a hódmezővásárhelyi Tornyai János Múzeum és Alföldi Galéria, a makói József Attila Múzeum valamint a szentesi Koszta József Múzeum. A jellegzetes ételek, italok közé tartozik a szegedi fűszerpaprika, a makói vöröshagyma, a Pick-szalámi valamint a Csongrádi borvidék nedűje. A turisták körében népszerű évenként megrendezett programok közé tartoznak a Szegedi Szabadtéri Játékok, a szentesi lecsófőző fesztivál és Makói Nemzetközi Hagymafesztivál.
Lásd még: Csongrád vármegye turisztikai látnivalóinak listája

## Gazdaság
A következő leírás felsorolja a régió 10 legnagyobb munkaadó cégének nevét és székhelyét 2018-ban. (Zárójelben a foglalkoztatottak létszáma): 
1. Mercedes-Benz Manufacturing Hungary Kft. - Kecskemét (4.510 fő) Bács-Kiskun vármegye
2. Pick Szeged Zrt. - Szeged (2.083 fő) Csongrád vármegye
3. Hungerit Zrt. - Szentes (1.602 fő) Csongrád vármegye
4. Knorr Bremse Fékrendszerek Kft. - Kecskemét (1.070 fő) Bács-Kiskun vármegye
5. ACPS Automotive Kft. - Kecskemét (992 fő) Bács-Kiskun vármegye
6. Phoenix Mecano Kft. - Kecskemét (980 fő) Bács-Kiskun vármegye
7. Villeroy & Boch Magyarország Kft. - Hódmezővásárhely (841 fő) Csongrád vármegye
8. Fornetti Kft. - Kecskemét (750 fő) Bács-Kiskun vármegye
9. Gallicoop Zrt. - Szarvas (639 fő) Békés vármegye
10. NKM Áramhálózati Kft. (korábbi EDF Démász Hálózati Kft.) - Szeged (622 fő) Csongrád megye